# Navarra (F-85)
La fragata Navarra (F-85) es la quinta de una serie de seis fragatas que componen la clase Santa María, una versión española de la clase Oliver Hazard Perry estadounidense construidas por la Empresa Nacional Bazán (hoy Navantia).

## Diseño y construcción

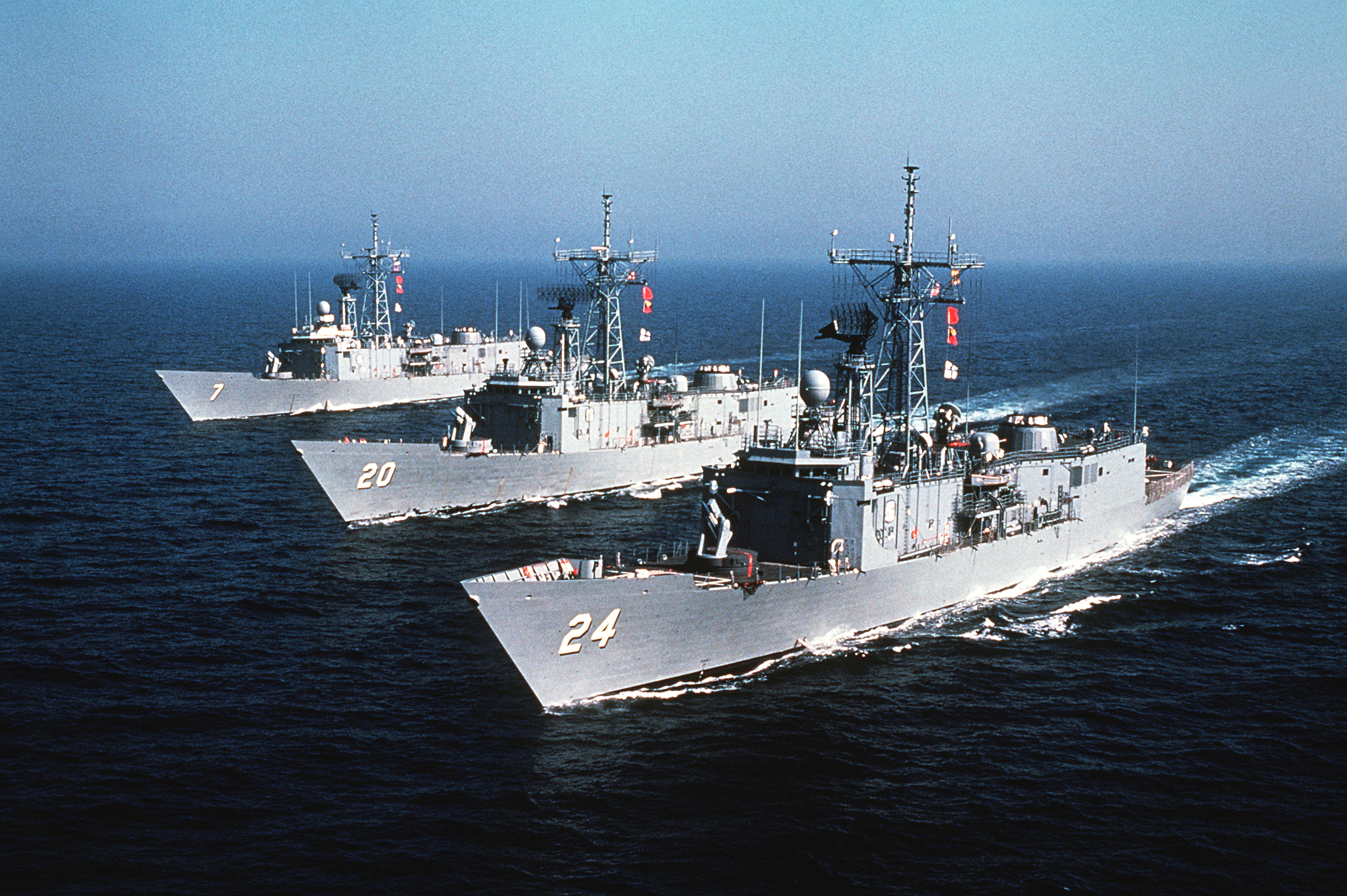
Tres fragatas estadounidenses de la clase Oliver Hazard Perry en la que se basó el diseño de la clase Santa María. Los buques son el USS Oliver Hazard Perry (FFG-7), el USS Antrim (FFG-20) y el USS Jack Williams (FFG-24). Imagen de 1982.

La clase Santa María parte de la clase Oliver Hazard Perry, que ha sido quizá la clase más numerosa construida después de la Segunda Guerra Mundial. Debía reemplazar a las naves de la clase Knox (en España, clase Baleares).
Estos barcos están reforzados con aluminio en los depósitos de municiones, con acero en la zona que alberga los motores y con 
kevlar en las estaciones electrónicas y de mando. Como defensas dispone de un sistema de tiro holandés Mk 92 que puede lanzar y guiar 
un solo misil (a lo sumo dos si es contra el mismo blanco). Además dispone de un cañón de 3" de tiro rápido y de 
un sistema antimisiles Meroka de 20 mm.
Con esta configuración, la fragata estaba principalmente destinada a la lucha antiaérea y antibuque (en forma de misiles Harpoon). Para la lucha antisubmarina se la dotó de un sonar remolcado tipo TACTAS y dos hangares para transportar sendos helicópteros medios del tipo SH-60 Seahawk.
Estas fragatas fueron muy populares y se exportaron o fabricaron en países como Australia, Turquía o Taiwán. En el caso español, se comprobó que no eran necesarios dos hangares para helicópteros, pues solían llevar un solo aparato. Por este motivo, las Álvaro de Bazán llevan una sola puerta, destinando el espacio sobrante a otros fines.
Forma parte de la 41.ª Escuadrilla de Escoltas, compuesta por la Santa María (F-81), Victoria (F-82), Fragata Numancia F-83, Reina Sofía (F-84), Navarra (F-85) y  Canarias (F-86), la cual estaba integrada en el Grupo de Unidades de Proyección de la Flota con el Portaaviones Príncipe de Asturias (R-11) y otras unidades navales según configuración. Su base está en la Base Naval de Rota.

### Mejoras respecto al resto de la clase
Al igual que la Canarias (F-86), tiene una serie de diferencias respecto a las cuatro del primer lote, como la instalación de unas aletas estabilizadoras en la popa, un nuevo montaje del Meroka y la modificación de los equipos electrónicos. En concreto, llevan un sistema de datos de combate mejorado, del radar de vigilancia aérea llevan la versión AN/SPS-49(V)5 en lugar de la (V)4 de las anteriores, el sonar es un SRQ-19(V)2 en vez del (V), la dirección de tiro es la Mk.92Mod6 CORT en vez de la Mod4 y el sistema de guerra electrónica Nettunel ha sido reemplazado por un Mk.3000. No obstante, con la modernización de media vida en curso se están estandarizando los equipos de las seis unidades.

## Historial
Basada en Rota (Cádiz), la fragata Navarra es una veterana en operaciones de vigilancia y control. Participó, de diciembre de 1995 a marzo de 1996, en el embargo y bloqueo de la antigua Yugoslavia en el mar Adriático.
La Navarra junto con la Numancia fue enviada a aguas de Ceuta el 15 de julio de 2002 durante la crisis del islote de Perejil, aunque no fue necesario su concurso en la Operación Romeo-Sierra en julio de 2002.

Abordaje al MV So San (2002) y Operación LIBERTAD DURADERA (2009)

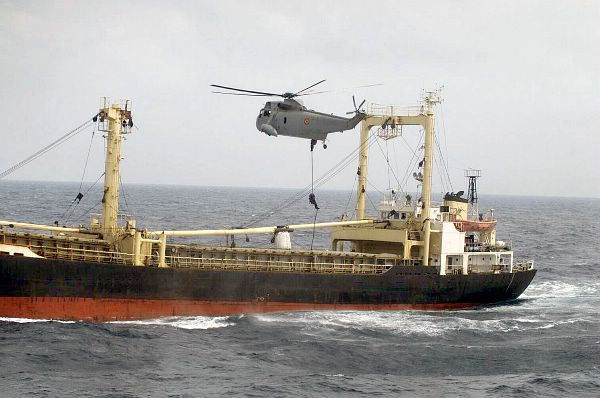
Asalto al So San. El equipo de abordaje encontró 15 misiles Scud desmontados ocultos por bolsas de cemento, con destino a Yemen. Se llamó a expertos militares estadounidenses desplegados en el área para examinar más a fondo el cargamento. Fuentes de inteligencia estadounidenses habían estado rastreando el barco desde que partió de un puerto de Corea del Norte a mediados de noviembre.

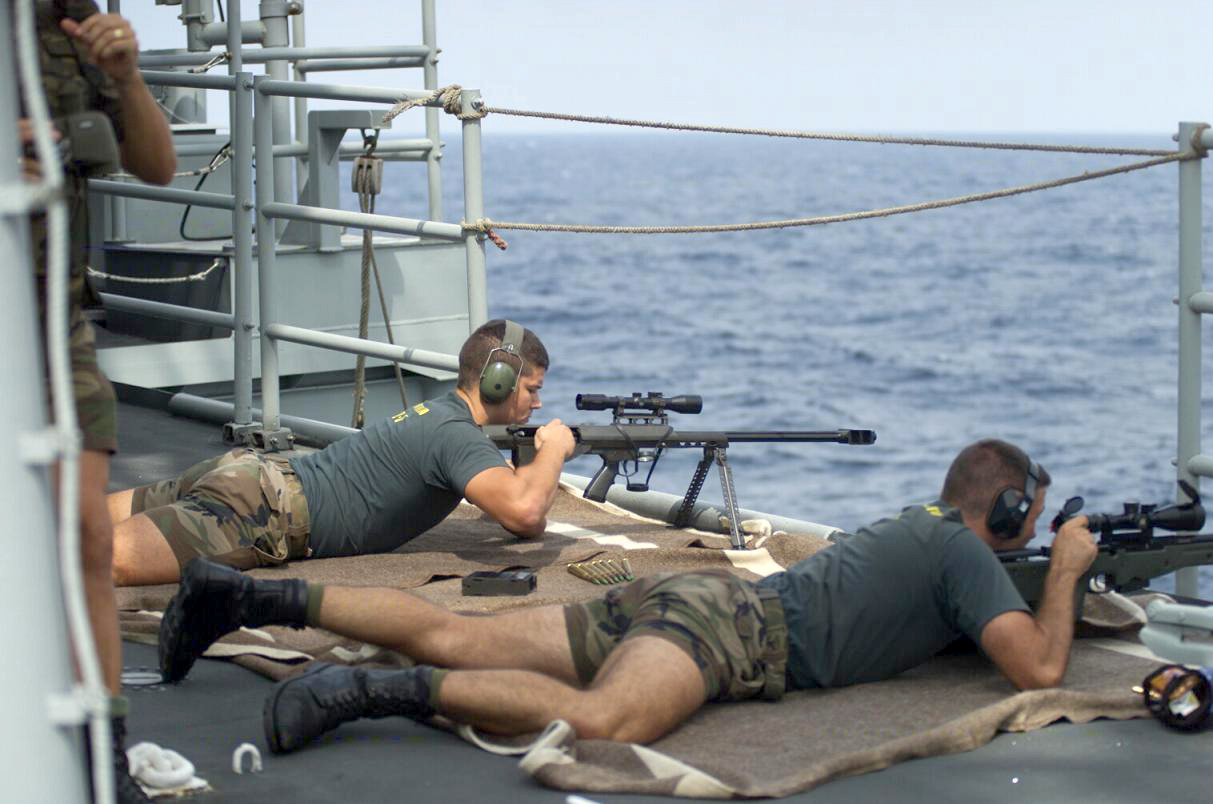
Los marineros españoles a bordo de la fragata Navarra (F-85); los hombres proporcionan cobertura para los equipos de abordaje, durante un abordaje hostil del buque norcoreano So San. Así que San intentó evadir la captura, lo que obligó a Navarra a disparar tiros de advertencia a través de su proa. Las tropas de las Fuerzas Especiales luego llevaron a cabo un abordaje hostil en helicóptero y bote pequeño.

Durante su participación en la Operación Libertad Duradera, el 2 de octubre de 2009, rescató a los 23 tripulantes del mercante de bandera de las Comoras Nadi, que tras haber sido asaltado por piratas, se hundió frente a la costa de Somalia.
Junto al Patiño, el 9 de diciembre de 2002 interceptó y abordó al carguero So San a varios cientos de millas al sureste de Yemen a petición del gobierno de Estados Unidos como parte de la Operación Libertad Duradera.
El So San, que navegaba sin bandera, intentó una acción evasiva, por lo que tras realizar cuatro disparos de aviso al agua a proa del buque el buque, y disparos de fusil sobre el casco del buque, al no obtener respuesta, se disparó sobre un cable que cruzaba el So San de proa a popa para eliminar obstáculos y se procedió a abordarlo desde un helicóptero. El buque, procedente de Corea del Norte, transportaba una carga de 15 misiles Scud, 15 cabezas de combate convencionales con 250 kg de alto explosivo, 23 depósitos de combustible de ácido nítrico y 85 bidones de productos químicos. Yemen comunicó posteriormente el hecho de que la carga les pertenecía y protestó contra la intercepción, ordenando los Estados Unidos su devolución.
El 26 de diciembre de 2002, rescató a ocho náufragos de nacionalidad india en el golfo de Adén, del mercante Nabi Maher a unas 100 millas al este de Yibuti debido al mal tiempo y al mal estado del buque.
Junto a las fragatas Álvaro de Bazán y Méndez Núñez de la clase Álvaro de Bazán, con sus respectivas unidades aéreas embarcadas, realizaron el 11 de septiembre, varios ejercicios en los que participarán los alumnos de la Escuela Naval en la ría de Pontevedra.
El 25 de noviembre de 2009, zarpó de la base naval de Rota con rumbo a aguas de Somalia para relevar a la fragata Canarias en la Operación Atalanta de la Unión Europea contra la piratería en aquellas aguas, produciéndose el relevo en Yibuti el 8 de diciembre de 2009. En el transcurso de su estancia en el Índico, socorrió al pesquero iraní UAID 400, que se encontraba a la deriva después de que piratas somalíes, les hubieran robado los víveres y el combustible. Regresó a su base en Rota el 22 de abril de 2010, tras más de cuatro meses en alta mar.
Está previsto que el 26 de noviembre de 2012, ingrese en el astillero de la empresa Navantia en la localidad gaditana de San Fernando, para ser sometida a reparaciones.
El 23 de julio relevó al Relámpago en Yibuti en la Operación Atalanta de lucha contra la piratería en aguas del Índico, y terminó dicho despliegue el 10 de diciembre de 2014 relevado por el Rayo.

Operación SOPHIA (2016): rescate de inmigrantes en el mediterraneo central.

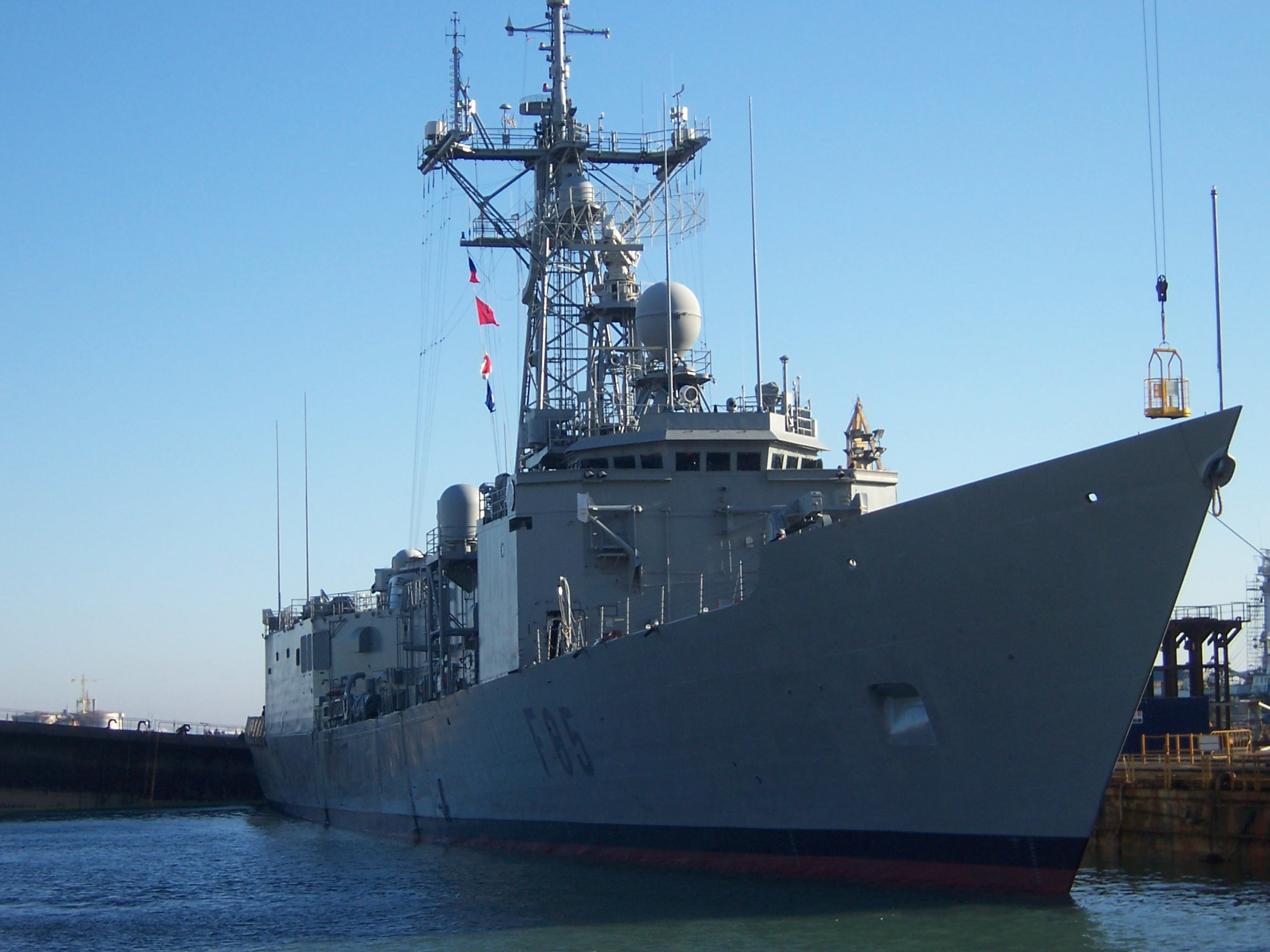
El Navarra en la Base Naval de Rota en Cádiz en 2006.

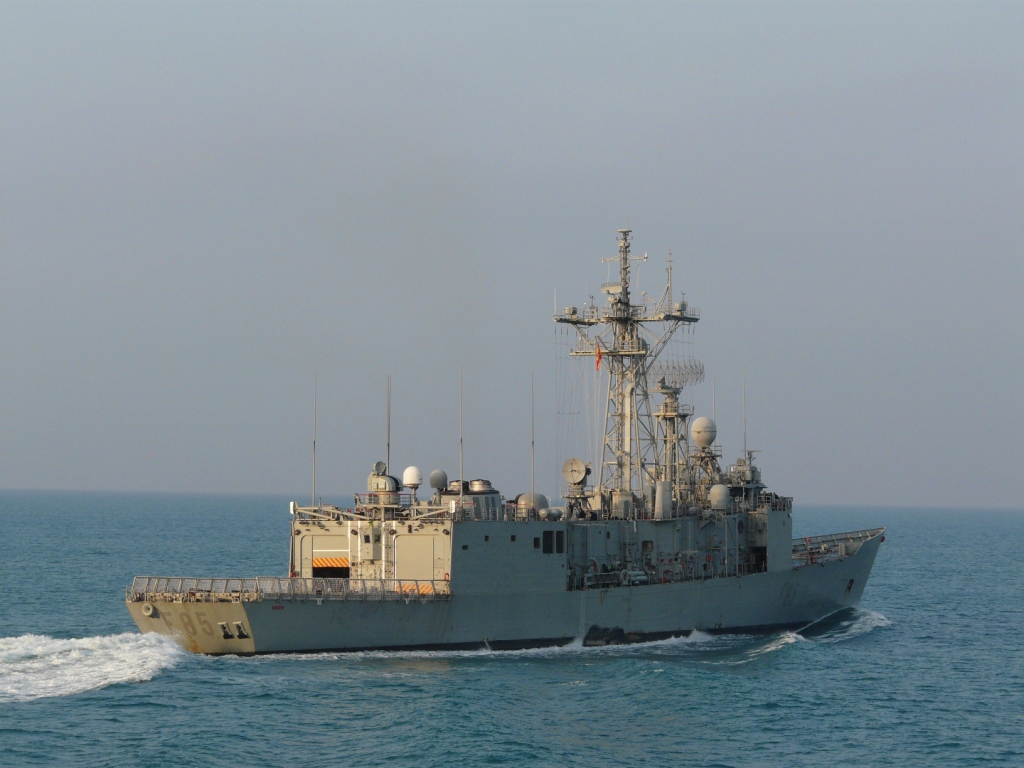
El Navarra navegando en 2009.

El 18 de septiembre de 2016 zarpó desde su base en Rota para integrarse a partir del 22 de septiembre en la Operación Sophia de lucha contra el tráfico ilegal de seres humanos frente a Libia, relevando a la fragata Reina Sofía. El 4 de octubre rescató a 522 personas, y cooperó en el rescate de otras 1136. El 25 de octubre rescató a otras 703 personas. El 6 de noviembre rescató a otras 578 personas. El 22 de noviembre añadió a la lista de personas rescatadas a 227 personas más. Tras el rescate a finales de diciembre de otros 217 inmigrantes frente a las costas de Libia, una de las mujeres rescatadas dio a luz a bordo del buque. Fue relevada por la Canarias el 22 de enero tras haber rescatado en total a 2675 personas.
Operación ATALANTA (2019): Liberación del pesquero yemení de un secuestro pirata.
El 21 de abril de 2019, durante su despliegue en la misión EUNAVFOR ATALANTA, recibió un aviso de un posible ataque pirata ocurrido en aguas del océano Índico sobre el pesquero de bandera coreana con dotación española “Adria” y el pesquero de bandera española “Txori Argi”. Según esta información, ambos buques habían recibido por parte de un esquife un ataque con lanzagranadas que habían podido repeler con la intervención del equipo de seguridad privada que iba a bordo del pesquero español, gracias a las medidas de protección “BMP –Best Management Practises”. Ninguno de los dos buques sufrieron daños.
Un avión de patrulla marítima alemán P3-C, integrado en la misión EUNAVFOR ATALANTA, se dirigió a la zona donde ocurrieron los ataques para tratar de localizar el esquife y proporcionar información a la fragata. La información obtenida por el avión alemán fue ratificada posteriormente por el avión de patrulla marítima español P3-M. Tras comprobar que el dhow, coincidía con uno que había sido secuestrado cuatro días antes en aguas somalíes, se estimó que podría estar siendo usado como buque nodriza desde el que lanzar los ataques piratas y se valoró la posible existencia de rehenes a bordo.
Con esta información, la “Navarra” tras 28 horas de navegación, logró localizar el pesquero en la madrugada del día 23 y comprobó que se dirigía hacia una zona cercana a campamentos piratas conocidos en la costa somalí. Durante esta búsqueda el P3-C localizó un pesquero estilo jabeque (dhow) yemení remolcando varios esquifes. Esa mañana el equipo de guerra naval especial, que se encontraba a bordo de la "Navarra" asaltó el dhow. Posteriormente, y con el apoyo del Trozo de Visita y Registro del barco tomó custodia de cinco presuntos piratas y recolectó evidencias de los hechos ocurridos para el posterior proceso judicial.
Tras tomarles declaración, el dhow yemení fue liberado junto con su tripulación. Los prespuntos piratas fueron entregados a las autoridades de Seychelles unos días más tarde. El juicio tuvo lugar en Seychelles en octubre de 2020.

### Buques de la clase
- Santa María
- Victoria
- Numancia
- Reina Sofía
- Canarias

### Buques similares
- Clase Oliver Hazard Perry
- Clase Adelaida
- Clase Cheng Kung